# The Fo’Tet Augmented
The Fo’Tet Augmented ist ein Jazzalbum von Ralph Peterson. Die am 9. Dezember 2003 in den Systems Two Recording Studios, Brooklyn, entstandenen Aufnahmen erschienen am 17. September 2004 auf Criss Cross Jazz.

## Hintergrund
Mut seinem vierten Album für das Label Criss Cross Jazz hatte der Schlagzeuger und Bandleader Ralph Peterson The Fo’tet wiederbelebt, sein Quartett mit dem Vibraphonisten Bryan Carrott. Das Gründungsmitglied Don Byron kehrte nach fast 15 Jahren Pause zurück; der Perkussionist Eguie Castillo erweiterte die Band in zwei Stücken, um lateinamerikanische Rhythmen in den Mix zu integrieren, darunter ein puerto-ricanisches Plena-Arrangement von Joe Hendersons Komposition „Shade of Jade“ und eine von der brasilianischen Musik beeinflusste Interpretation von Petersons Stück „Keep it Simple“ mit Samba-Anmutung. Der Bassist der Session war Belden Bullock.

## Titelliste
- Ralph Peterson: The Fo'Tet Augmented (Criss Cross Jazz  Criss 1255)[1]

1. Shade of Jade (Joe Henderson) 6:37
2. Surrender 8:21
3. The Burning Sands 7:38
4. Johnny Come Lately (Billy Strayhorn) 6:39
5. Status Flux 6:08
6. Beautious B 5:27
7. Acceptance 9:19
8. The Commute 2:16
9. Keep It Simple 8:28

Sofern nicht anders angegeben, stammen alle Kompositionen von Ralph Peterson.

## Rezeption
Nach Ansicht von John Kelman, der das Album in All About Jazz rezensierte, gab die Kombination aus Vibraphon, Klarinette, Bass und Schlagzeug dem Fo’Tet einen unvergleichlichen Klang. Und während Projekte wie Back to Stay, The Reclamation Project und Plays Monk dringend empfohlen seien, gelten Petersons erste beiden Fo'Tet-Platten mit Don Byron – Present the Fo'Tet und Ornettology – immer noch als die beste Arbeit der besten Gruppe [des Schlagzeugers]. Vielleicht liege es daran, dass Wilson und Bowen zwar gute Spieler seien, Byron jedoch ein wirklich unverwechselbarer Künstler sei, der die Klarinette für eine moderne Zeit fast im Alleingang neu belebt und neu erfunden habe. Und zwischen Byrons Fo'Tet-Aufnahmen mit Peterson und Petersons Arbeit an einigen von Byrons eigenen frühen Aufnahmen, darunter Music for Six Musicians und den bahnbrechenden Tuskegee-Experimenten, teilten sie eindeutig Gemeinsamkeiten in Bezug auf die Ehrung der Tradition, während sie sie unerschütterlich vorantreiben.

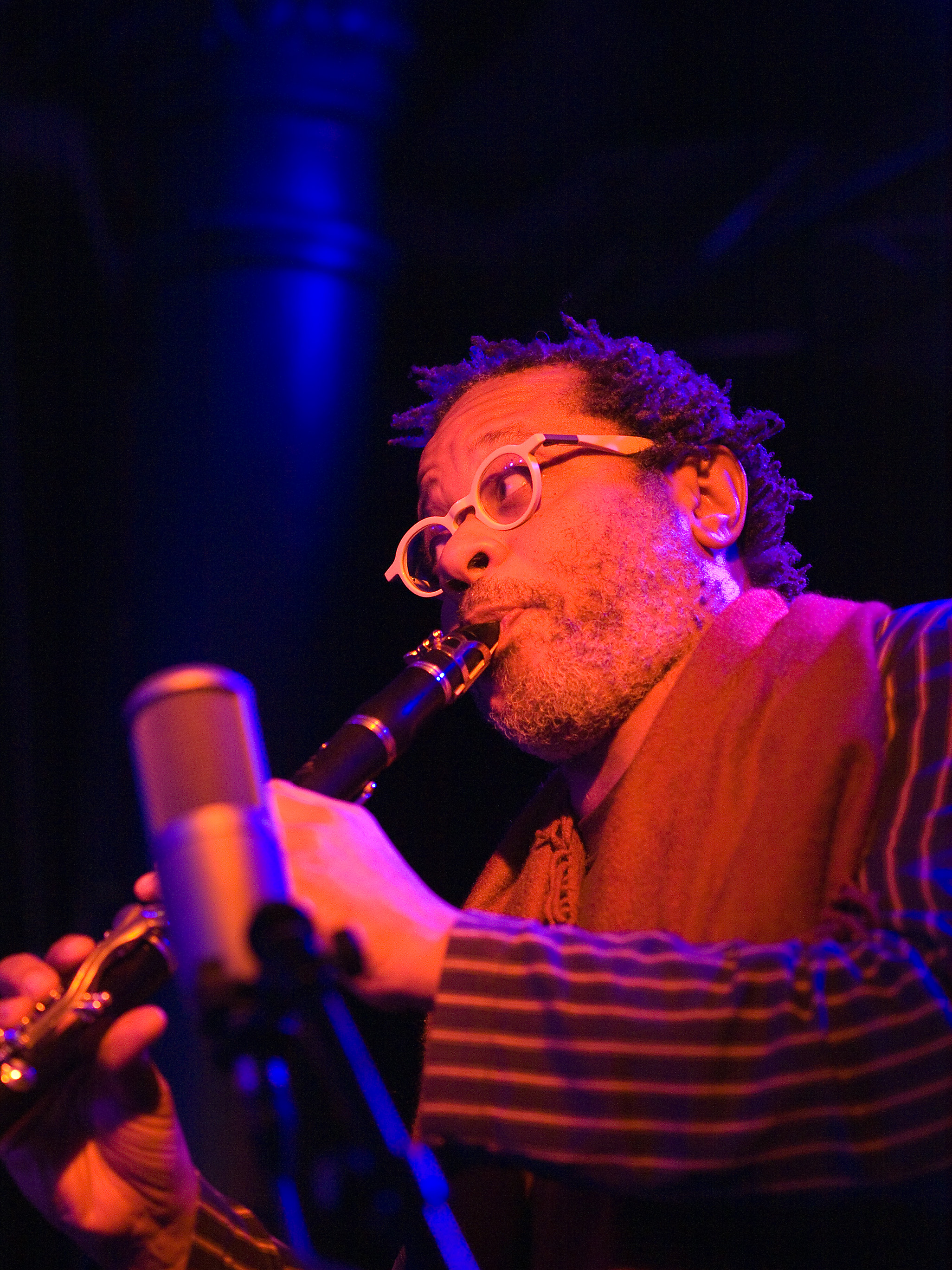
Don Byron bei einem Auftritt in der Münchner Unterfahrt 2010

Ebenfalls in All About Jazz schrieb C. Andrew Howan, Peterson selbst scheine besonders von Byrons Anwesenheit bei der Session inspiriert gewesen zu sein; dies zeige sich besonders dem Titel „The Burning Sands“, eine perfekte Stelle, um zu hören, wie sich die beiden auf lebhafte Interaktionen einlassen, bei denen das Paar auf dem Höhepunkt seiner Kräfte stehe. Die auffälligen Fills des Schlagzeugers stehen im Mittelpunkt, da das Vibraphon dazu beitrage, einen weniger überfüllten Ensemble-Sound zu erzeugen, als wenn man Klavier oder Gitarre verwendet. Ralph Peterson sei weiterhin einer der talentiertesten Bandleader und Komponisten seiner Generation, resümiert Howan, auch wenn das kritische Lob nicht immer seinen wahren Fähigkeiten entsprach. Gott sei Dank bleibe Criss Cross Jazz ein unverzichtbarer Verbündeter, der Peterson seine musikalische Muse uneingeschränkt dokumentieren lasse.
Bill Milkowski schrieb in JazzTimes, Don Byrons Klarinette schwebe abwechselnd auf starken Peterson-Originalkompositionen wie dem intensiven, nahöstlich anmutenden „The Burning Sands“, dem explosiven 17/8-taktigen „Status Flux“ und einer lebhaften Clave-Wiedergabe von „Acceptance“ (die er bereits 1994 auf The Reclamation Project aufgenommen hat), alles unterstrichen durch Bryan Carrotts leuchtendes Comping auf dem Vibraphon, Belden Bullocks tief tönenden Basslinien und Petersons wirbelnden-Polyrhythmen auf dem Schlagzeug.
Richard Cook und Brian Morton haben dem Album in ihrem Penguin Guide to Jazz die zweithöchste Bewertung von dreieinhalb Sternen verliehen; Don Byron, der in die Gruppe zurückgekehrt ist, spiele seine geradlinigste und agilste Musik, schrieben die Autoren. Billy Strayhorns „Johnny Come Lately“ passe gut zu ihm. Das Paradox der Gruppe sei nach wie vor die Art und Weise, wie Petersons Schlagzeugspiel die fast Folk-orientierten Klangfarben der Band auflade, und er habe zum ersten Mal ein afro-kubanisches Feeling vermittelt, wozu Petrillo auf zwei Tracks betrage. Aber das sei dennoch amerikanischer Jazz durch und durch, so das Resümée der Autoren.